# Collegiata di San Giuliano
La collegiata di San Giuliano è un edificio sacro che si trova in piazza della Collegiata a Castiglion Fiorentino.

## Storia e descrizione
L'attuale edificio religioso fu costruito a partire dal 1840, su progetto dell'architetto castiglionese Pietro Mancini, in sostituzione dell'antica pieve, poi collegiata, rovinata a causa di un fulmine nel 1836, che era disposta trasversalmente all'attuale, come si vede dalla parte rimanente, a fianco della chiesa. Si decise quindi di costruire una chiesa molto più grande della precedente, che cancellò anche la preesistente chiesa di Santa Maria Novella. Consacrata nel 1853, la chiesa è un'imponente struttura neoclassica, una delle più importanti realizzazioni di quello stile architettonico in Toscana. La facciata timpanata e aperta da una finestra termale, è preceduta da un loggiato architravato terminato nel 1860. Sul retro è il campanile, di aspetto neo-cinquecentesco, su progetto dell'architetto Corinto Corinti, completato nel 1930.
L'interno, maestoso e solenne, a croce latina diviso in tre navate coperte con volta a botte da colonne architravate, termina in un grande spazio che si apre sul transetto e verso il profondo presbiterio, coperto da una cupola con tiburio poligonale e lanterna, terminata nel 1867. In questa parte terminale soprattutto, sull'intonaco bianco risaltano le membrature architettoniche grigie.
Nella nuova chiesa confluirono diverse opere provenienti dalla Pieve vecchia e dalla chiesa di Santa Maria Novella, tanto che ancora oggi la Collegiata è ricca di notevoli opere d'arte. Al primo altare destro è una terracotta invetriata policroma di Andrea della Robbia, del 1525 circa, raffigurante Sant'Antonio Abate entro una nicchia delimitata da due paraste con motivi classicheggianti e capitelli compositi che reggono un archivolto al cui centro è l'emblema del santo. 
Al secondo altare è la tela con la Trasfigurazione, firmata in basso a sinistra da Domenico Pugliani.

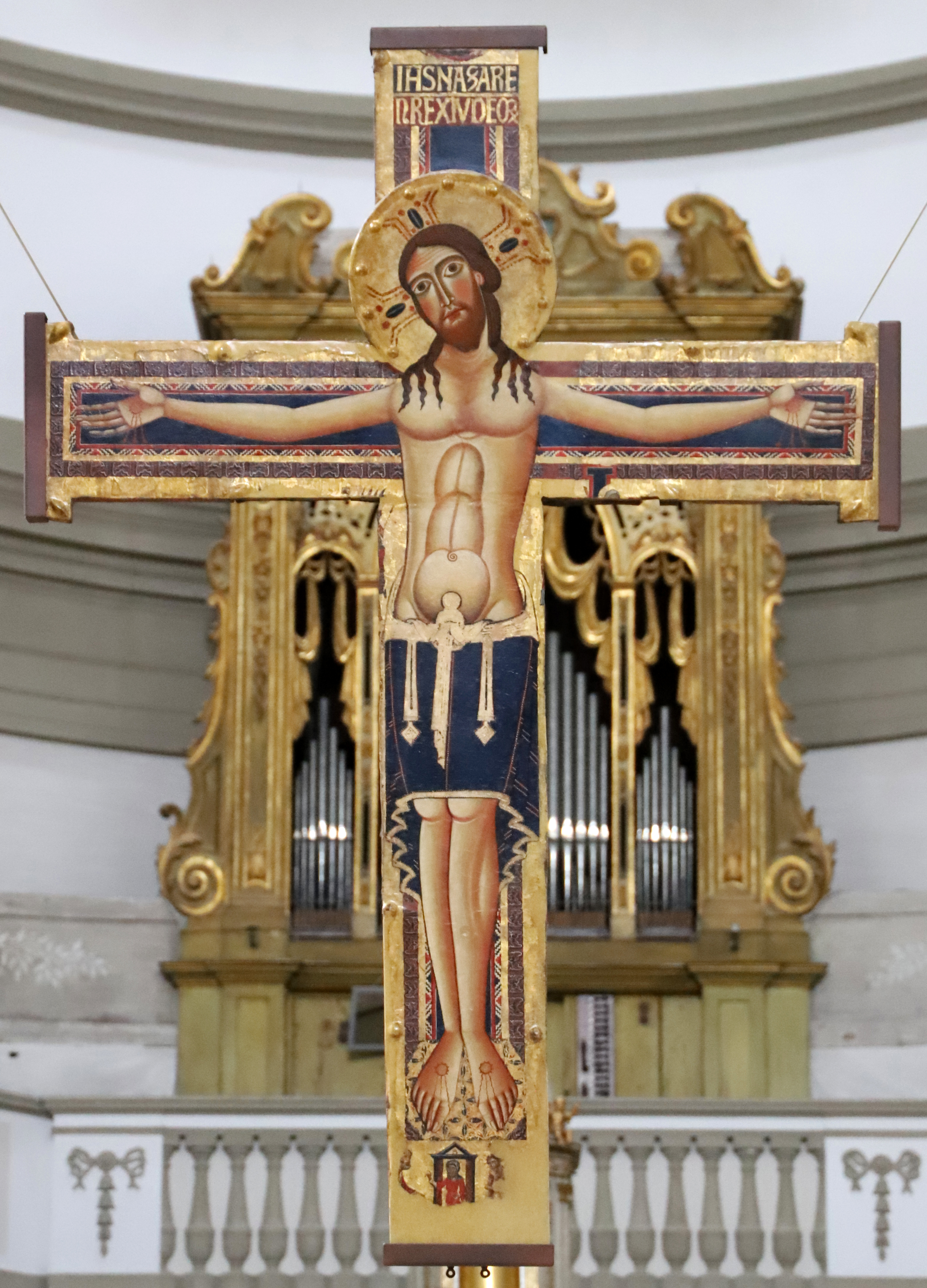
Scuola aretina, Crocifisso, primi decenni del XIII secolo

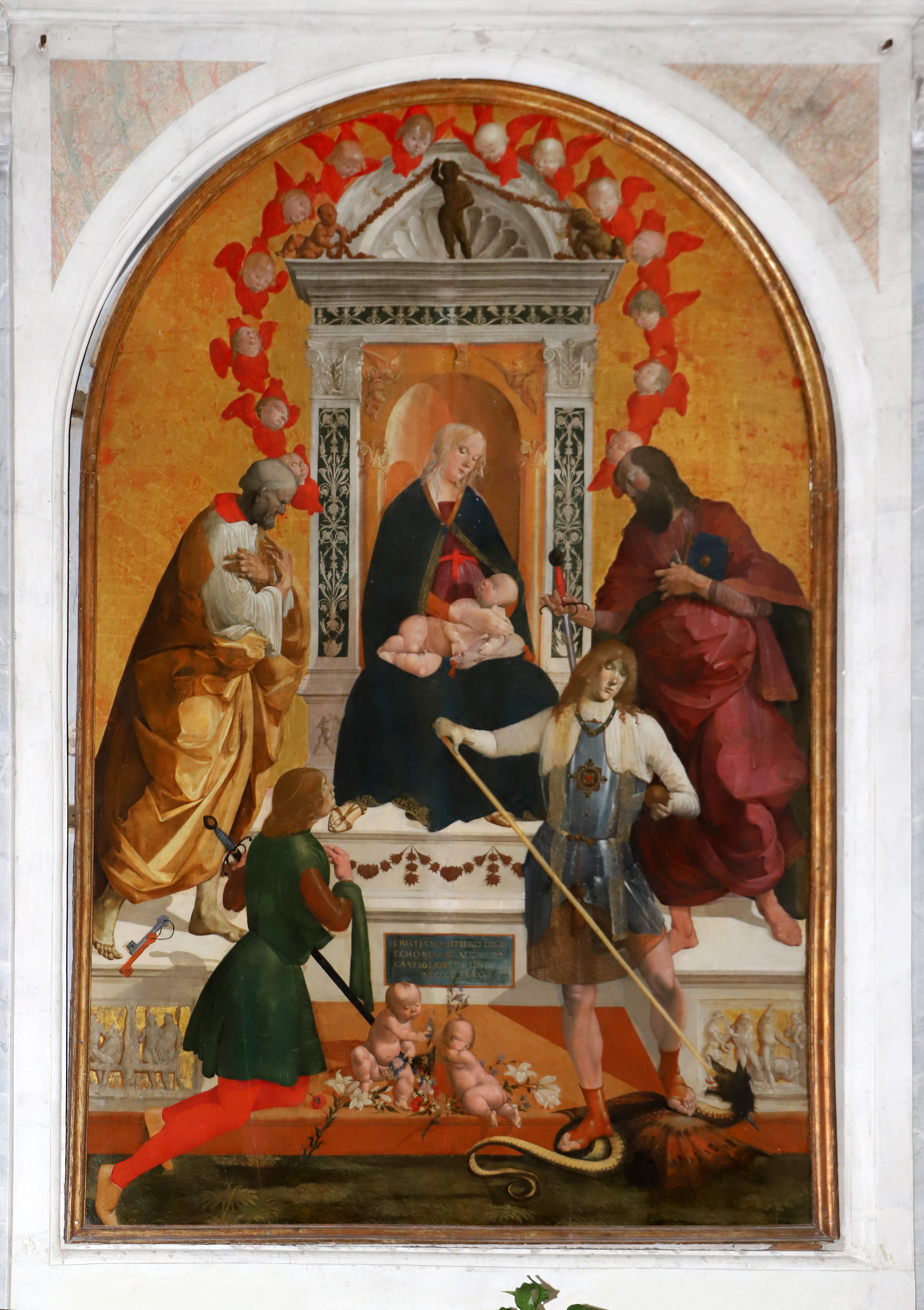
Bartolomeo della Gatta, Madonna in trono col Bambino tra i ss. Pietro, Paolo, Giuliano e Michele Arcangelo, 1486

Dopo la porta di accesso alla sacrestia si trova l'altare dedicato al santo titolare della chiesa, San Giuliano, corredato dalla splendida pala con la Madonna con Bambino in trono e i Santi Pietro, Paolo, Giuliano e Michele Arcangelo (patrono di Castiglione), opera eseguita da Bartolomeo della Gatta nel 1486 per l'altare maggiore della Pieve vecchia, dove rimase fino al 1576, e qui trasferita. dopo vari spostamenti, nel 1850 circa. Completava la pala una predella in quattro scomparti, due dei quali trafugati nel 1910, gli altri due oggi conservati nel Museo della Pieve. 
L'altare del transetto destro ospita una pala d'altare in terracotta invetriata proveniente dalla distrutta chiesa di Santa Maria Novella e raffigurante l'Annunciazione e l'Assunzione, opera del 1520 circa di Benedetto e Santi Buglioni, al primo spettante la scena principale, al secondo soprattutto il gradino o predella.
All'incrocio tra navata e transetto è sospeso il Crocifisso dipinto, rappresentato secondo l'iconografia del Christus triumphans, dei primi decenni del XIII secolo, sicuramente una delle più antiche opere pittoriche del territorio aretino. 
Nella cappella a destra della maggiore, in un altare in pietra del XVII secolo, è la tavola di Lorenzo di Credi con l'Adorazione del Bambino.
L'altare maggiore, ottocentesco, è di forme neoclassiche. Dietro ad esso il coro intagliato, completato nel 1690 per la precedente collegiata.
Nell'altare del transetto sinistro è posta l'importante Maestà dipinta, forse all'inizio del XIV secolo, da Segna di Bonaventura come attesta l'iscrizione alla base del dipinto che ricorda anche i nomi dei committenti raffigurati in basso, e forse derivante da quella dipinta da Duccio nel Palazzo Pubblico di Siena nel 1302.
Nella navata sinistra, al secondo altare, è posta un'Annunciazione di Ottavio Vannini, mentre al primo è collocata una Deposizione di Giovan Battista Naldini. 
.